# جائزة ماليزيا الكبرى 2014
جائزة ماليزيا الكبرى 2014 (بالإنجليزية: 2014 Malaysian Grand Prix)‏ هو سباق فورمولا 1 أقيم في 30 مارس 2014 في حلبة سيبانغ الدولية في سلاغور، ماليزيا.

## الترتيب النهائي
|         | الترتيب | السائق         | النقاط |
| ------- | ------- | -------------- | ------ |
|         | 1       | نيكو روسبيرغ   | 43     |
| 17      | 2       | لويس هاملتون   | 25     |
| 1       | 3       | فرناندو ألونسو | 24     |
| 1       | 4       | جنسن باتون     | 23     |
| 3       | 5       | كيفن ماجنوسن   | 20     |
| المصدر: |         |                |        |